# カンニンガムモクマオウ
カンニンガムモクマオウ（学名: Casuarina cunninghamiana）は、モクマオウ属 (Casuarina) 植物の一種である。自然生育地は、オーストラリアのノーザンテリトリーダリー・リバー、クイーンズランド州北部および東部、ニューサウスウェールズ州東部に広がっている.。

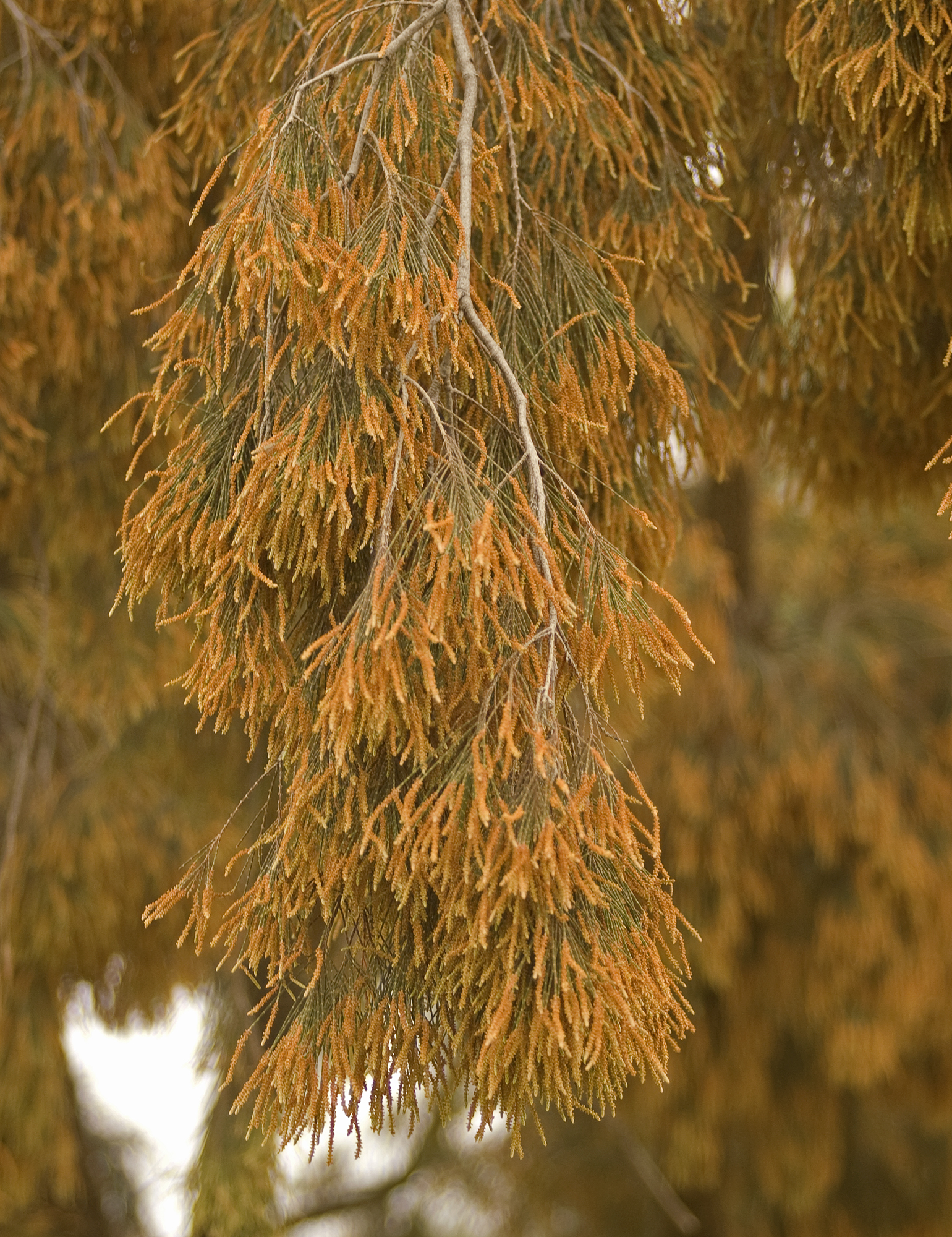
C. cunninghamiana subsp. cunninghamianaの雄花

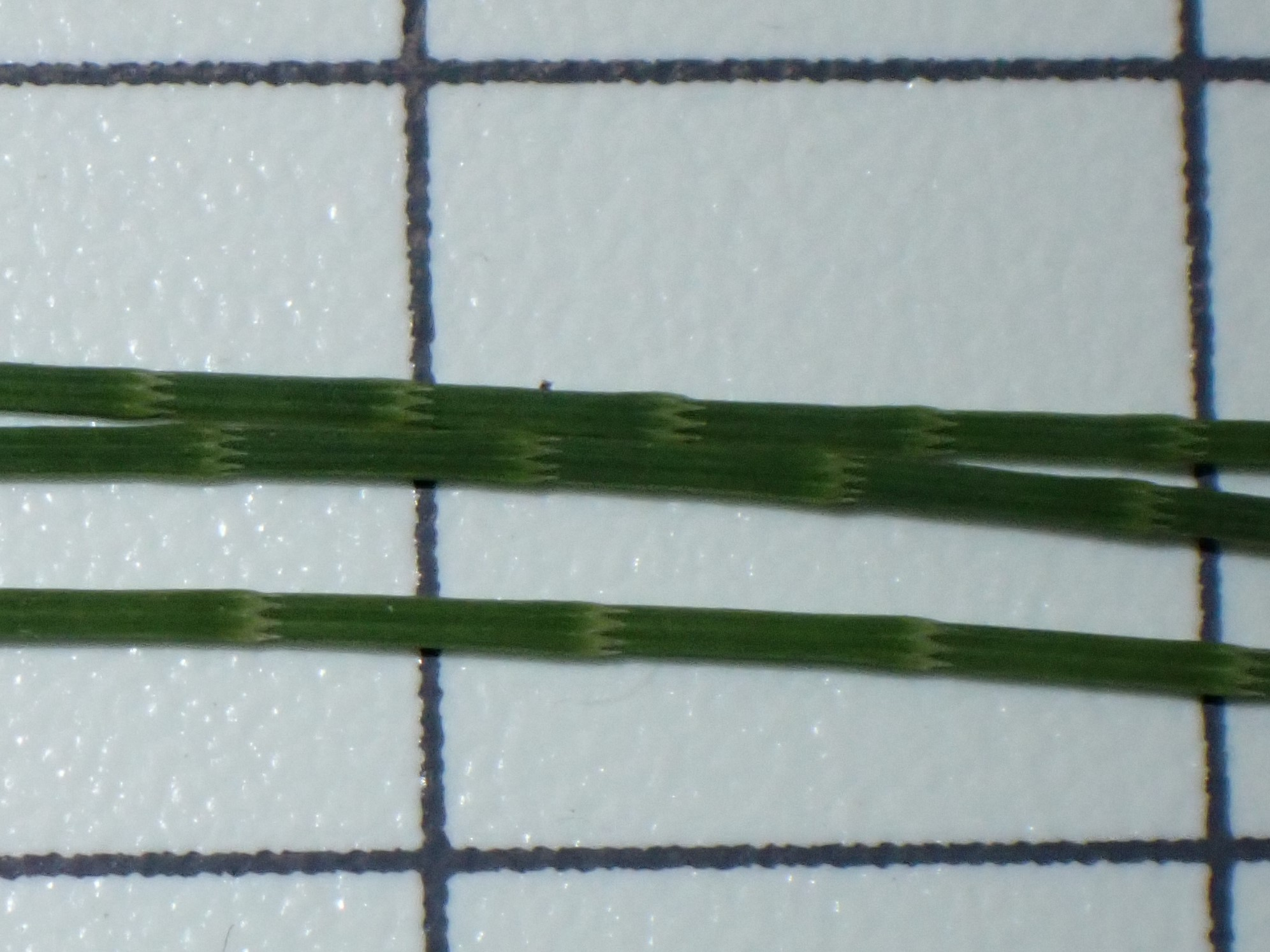
枝と鱗片葉

## 解説
カンニンガムモクマオウは、わずかに灰色がかった緑色の針様群葉を持つ魅力的な常緑樹であり、高さ10–35 m (33–115 ft)、広がりはおよそ10メートル (33 ft) に成長する。幹は大抵直立しており、みっしりと毛深い樹皮を有している。花は、雄花が赤茶、雌花は赤色である。球果は小さく、幅およそ10ミリメートル (0.39 in)でほぼ細長く丸い。
木は、大抵川岸や沼沢地に沿った日当たりのよい場所で見られる。カンニンガムモクマオウは川岸を安定化し、土壌流出を防止するための重要な木として広く認識されている。カンニンガムモクマオウはおよそ−8 °C (18 °F)まで耐霜性があり、遮蔽植栽として広く有効に使用されている。風が強い地域でも有用であり、沿岸地域にも適している。カンニンガムモクマオウは、アグロフォレストリーの目的で他のいくつかの国に導入されてきた。
カンニンガムモクマオウには2つの亜種が存在する。
C. cunninghamiana subsp. cunninghamiana
高さ35 m (115 ft) の大きな木。ニューサウスウェールズ東部、クイーンズランド北部および東部。
C. cunninghamiana subsp. miodon
高さ12 m (39 ft) の小さな木。ノーザンテリトリーのダリー・リバーおよびアーネムランド、クイーンズランドのカーペンタリア湾。
この種は英語で、River Oak、River She-oak、Creek Oakを含む多くの俗称を持つ 。

## 侵入種
Casuarina cunninghamianaはアメリカ合衆国フロリダ州エバーグレーズで侵入種である。